# 弗拉基米尔·米哈伊洛夫
弗拉基米尔·谢尔盖耶维奇·米哈伊洛夫（俄语：Владимир Серге́евич Михайлов，羅馬化：Vladimir Sergeyevich Mikhaylov，1943年10月6日—） 前俄罗斯空军总司令。
出生于莫斯科州库迪诺沃，在当地一家机械职业学校受教育（1962年），叶伊斯克高等学院飞行员（1966年），1966 - 1975年担任塔甘罗格基地空军团指挥官，加加林空军学院进修（1975年）。
1980年到1985年任鲍里索格列布斯克空军飞行员学院院长，1985年 - 1989年任空军莫斯科军区副司令员、第一副司令员，1991年获得了总参谋部学院学位，被分配到北高加索军区任组件指挥官、空军指挥官，1998年任空军副总司令，2002年1月21日担任空军总司令。2007年5月9日因年龄原因辞去空军总司令职务。
他有俄罗斯联邦英雄称号。

## 个人简介
弗拉基米尔·米哈伊洛夫出生于莫斯科州库迪诺沃，曾就读于当地的机械职业学校